# Rhynchospora hassleri
Rhynchospora hassleri är en halvgräsart som beskrevs av Charles Baron Clarke. Rhynchospora hassleri ingår i släktet småag, och familjen halvgräs. Inga underarter finns listade i Catalogue of Life.